# Železniční trať Plzeň–Cheb
Železniční trať Plzeň–Cheb (v jízdním řádu pro cestující jako trať 178) je hlavní tratí celostátního i mezinárodního významu. Je součástí celostátní dráhy. Je významnou železniční spojnicí Česka a západní Evropy. Dnes je součástí III. železničního koridoru, který protíná republiku ve východo-západním směru (z Mostů u Jablunkova do Chebu).
Do 14. prosince 2019 byl tento úsek součástí trati 170 (Praha – Plzeň – Cheb).
Na celé trati byla v minulosti provedena elektrifikace. Z celkové délky 106 km je 33 km tratě vedeno dvoukolejně (úseky Plzeň–Pňovany a Lipová u Chebu – Cheb), 73 km jednokolejně (úsek Pňovany – Lipová u Chebu). Trať prošla důkladnou rekonstrukcí, která byla dokončena v dubnu 2011.

## Historie trati
Trať byla postavena společností Dráha císaře Františka Josefa jako část železniční tratě Vídeň – České Budějovice – Cheb. V roce 1884 byla celá dráha zestátněna a začleněna do Císařsko-královských státních drah.[zdroj?]
V 60. letech 20. století začala elektrizace střídavou napájecí soustavou 25 kV 50 Hz. Nejprve byly elektrizovány úseky Plzeň-Jižní Předměstí – Kozolupy a úsek Lipová u Chebu – Cheb a ve stanicích bylo rozšiřováno kolejiště.[zdroj?]
V letech 1964–1967 bylo na traťovém úseku Plzeň-Jižní Předměstí – Cheb namontováno a 6. 7. 1967 zprovozněno tehdy nejmodernější zabezpečovací zařízení (typ SSSR) v tehdejší ČSSR, všechny stanice z Plzně do Chebu byly řízeny dálkově kromě Plzně-Jižního Předměstí, které bylo od roku 1997 řízeno dálkově ze stavědla 5 Radbuza, umístěného na chebském zhlaví stanice Plzeň hlavní nádraží.[zdroj?]
Dne 8. listopadu 1967 byl elektrizován úsek Plzeň–Svojšín a 7. června 1968 byl elektrizován úsek Svojšín–Cheb.[zdroj?]

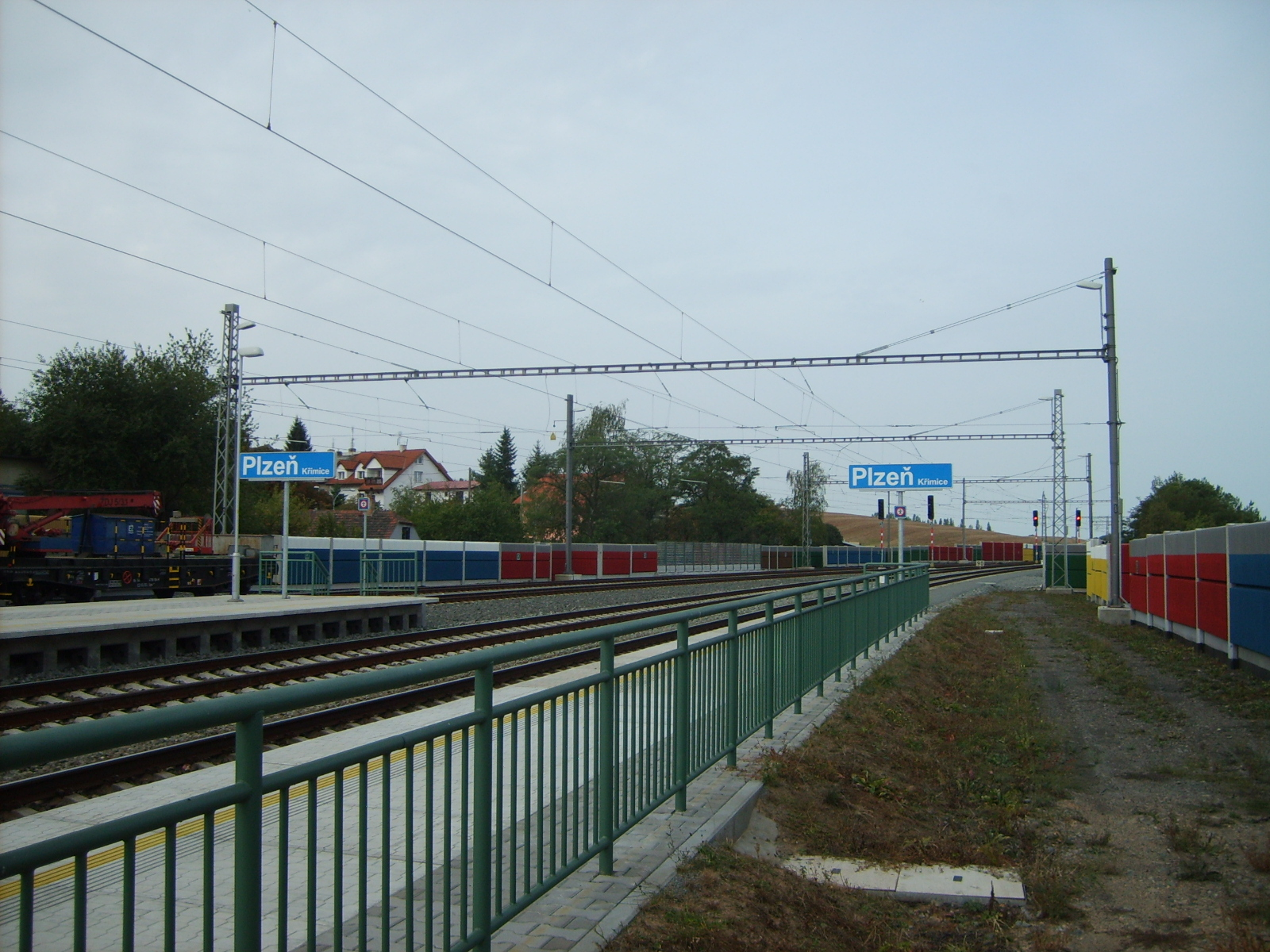
Nově přestavěná nástupiště stanice Plzeň-Křimice, v úseku, kde je již vybudován koridor

Od roku 2006 probíhala kompletní rekonstrukce tratě s rozsáhlými nepřetržitými výlukami. Optimalizace traťových úseků Plzeň-Jižní Předměstí – Stříbro byla dokončena v roce 2008, Stříbro–Svojšín dokončena v prosinci 2010, Pavlovice – Planá u Mariánských Lázní – Mariánské Lázně – Lipová u Chebu – Cheb. Optimalizace posledního úseku Svojšín – Pavlovice byla zahájena 31. července 2010 a dokončena 30. dubna 2011. Od 1. května je tedy celý úsek Plzeň–Cheb průjezdný.[zdroj?]
V červnu 2007 byla zprovozněna zastávka Plzeň-Zadní Skvrňany a zrušena stanice Plešnice, kde je dnes pouze zastávka. Dále byla prodloužen dvoukolejný úsek Plzeň – [[Kozolupy (okres Pl[zdroj?]zeň-sever)|Kozolupy]] až do Pňovan (tedy o 12 km) a byly prodlouženy traťové koleje v Lipové u Chebu.
Úsek Pňovany – Lipová u Chebu zůstal jednokolejný z důvodu hustého sledu železničních stanic a nedostatku místa pro druhou traťovou kolej. Staré zabezpečovací zařízení typu SSSR (které bylo zprovozněno 6. července 1967 a svoji činnost postupně ukončovalo od roku 2006; na posledním úseku Svojšín–Pavlovice ukončilo svoji činnost 2. srpna 2010) bylo zcela nahrazeno novým zabezpečovacím zařízením ESA 11 s JOP. Celá trať je dálkově řízena z Ústředního stavědla Plzeň, které je umístěno v Purkyňově ulici. Trať je rozdělena na dva okruhy a každý okruh řídí jeden dispečer. První ovládací okruh je úsek Plzeň-Jižní Předměstí – Ošelín, druhý ovládací okruh je úsek Pavlovice–Cheb. V traťovém úseku Ošelín–Pavlovice si oba dispečeři navzájem vlaky předávají.[zdroj?]
Montáž a zprovoznění nového zabezpečovacího zařízení s sebou přinesla i zrušení veškerého obsluhujícího personálu ve všech stanicích na trase, kromě stanic Pňovany, Planá u Mariánských Lázní a Mariánské Lázně, kde i nadále budou sloužit pohotovostní výpravčí a v případě poruchy v ostatních stanicích tam budou vysláni a budou tuto stanici ovládat nouzově do odstranění poruchy (během odstraňování poruchy bude dotčená stanice vyřazena z dálkového ovládání a bude přepojena na místní nouzové ovládání).[zdroj?]
Po dokončení rekonstrukce byl od GVD 2011/2012 zaveden spoj se soupravou Pendolino, jezdil jednou týdně vždy v sobotu. Od GVD 2012/2013 byl přidán další spoj s Pendolinem, a to nedělní. V jízdním řádu pro rok 2020 jezdí tyto spoje denně.[zdroj?]
Rekonstrukci výpravní budovy Plzeň hlavní nádraží zahájily České dráhy roku 2011, v červnu následujícího roku byla alespoň částečně dokončena. Kompletně opravena byla také spodní hala. Rekonstrukci plzeňského kolejiště SŽDC zahájila v roce 2012, dokončena měla být i s prodlouženými podchody v roce 2022.

## Popis trati

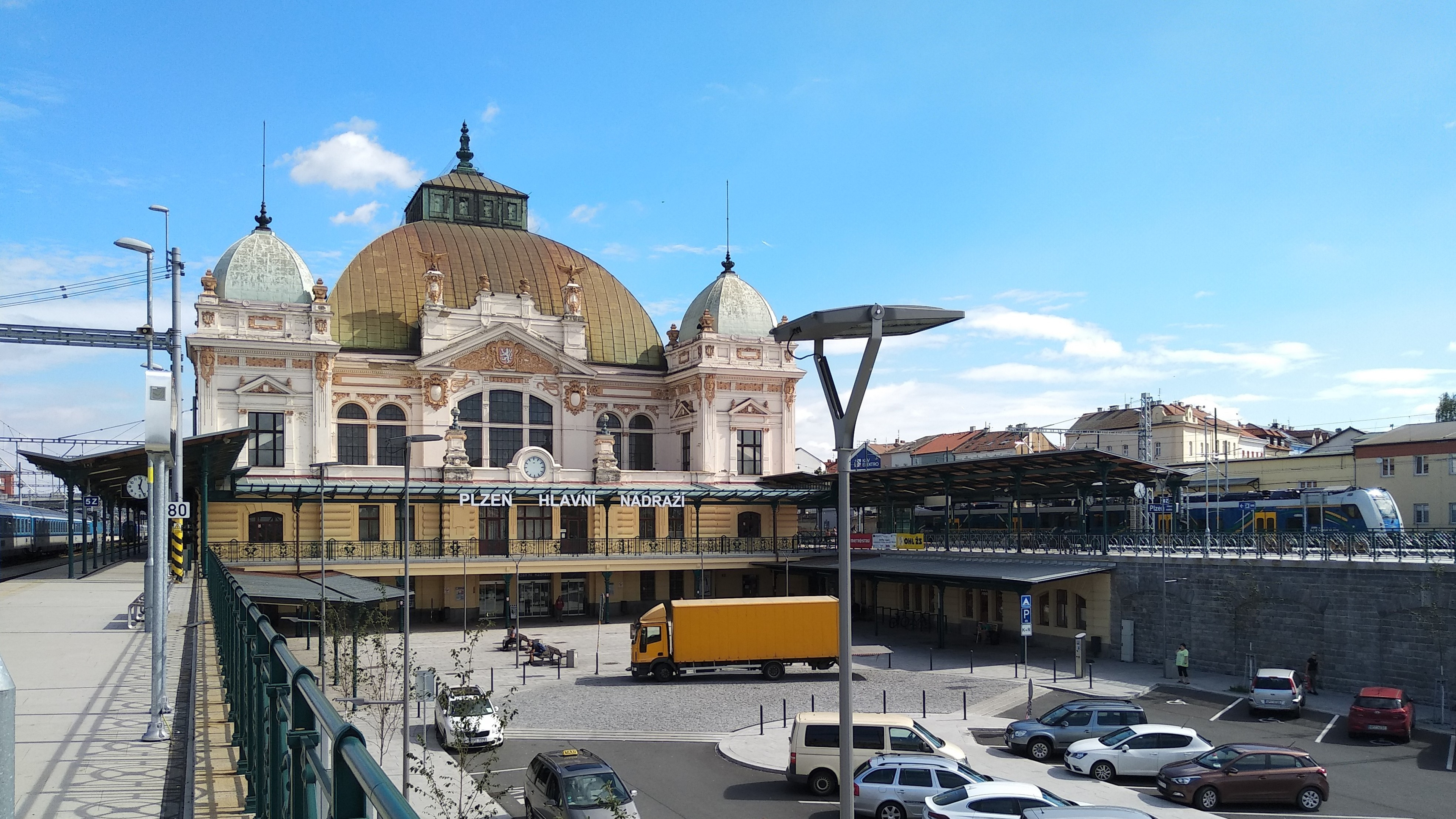
Hlavní nádraží v Plzni je velmi významným železničním uzlem

Údaje za názvy stanic v závorkách, psané kurzívou značí nadmořskou výšku příslušné stanice.
Bezprostředně po opuštění stanice Plzeň hlavní nádraží překračuje trať železničním mostem řeku Radbuzu. Za železniční stanicí Plzeň-Jižní Předměstí prochází areálem podniku Škoda a za sídlištěm Skvrňany opouští souvislou zástavbu Plzně. Následuje úsek obcemi podél mělké kotliny Mže v okrese Plzeň-sever. U Plešnice začíná rekreační oblast vodní nádrže Hracholusky s rozsáhlými lesními porosty.
U Sulislavi trať vstupuje do okresu Tachov a členitým terénem nad řekou Mží vchází do stanice Stříbro (395 m). Následuje složitý úsek trati hlubokým a malebným údolím Mže, který získává nejvyšší půvab za Svojšínem. Složitý terén plný mostků a tunelů trať opustí až u obce Brod nad Tichou, kde vstupuje do Tachovské brázdy. Prochází městem Planá (490 m), obcí Chodová Planá a okolo rybníka Regent vjíždí do Karlovarského kraje, okres Cheb.
Následuje světoznámé lázeňské město Mariánské Lázně. (565 m) Železnice stoupá pod svahy Slavkovského lesa do Lázní Kynžvart, které jsou nejvýše položenou stanicí na celé trati (605 m). Pokračuje přes Lipovou u Chebu, za níž se opět mění ráz okolní krajiny. Trať vstoupí do rovinaté Chebské pánve, překračuje mostem vodní nádrž Jesenice na řece Odravě a po 106 km končí v rozsáhlé železniční stanici Cheb (460 m).

## Provoz na trati
Na trati jezdí 7 párů expresů v trase Praha–Cheb (první ranní je výchozí v Plzni) a dva páry vlaků Pendolino v kategorii IC. Jeden v trase Ostrava – Cheb, druhý jezdí až mezi Bohumínem a Františkovými Lázněmi.
V úseku Plzeň–Pňovany jezdí osobní vlaky z Plzně do Bezdružic (trať 177) ve dvouhodinovém intervalu, mezi Pňovany a Mariánskými Lázněmi pouze spěšné vlaky Plzeň – Mariánské Lázně, z nichž některé zastavují ve všech stanicích a zastávkách. V úseku Mariánské Lázně – Cheb pak jezdí osobní vlaky v netaktových intervalech 1–2 hodin. Expresní spoje jezdí v pravidelných odstupech dvou hodin. Navíc je v úseku Blovice (trať 190) – Kozolupy přes Plzeň zavedena tzv. Plzeňská linka, jezdící v pracovních dnech jednou za 1–2 hodiny.

## Stanice a zastávky

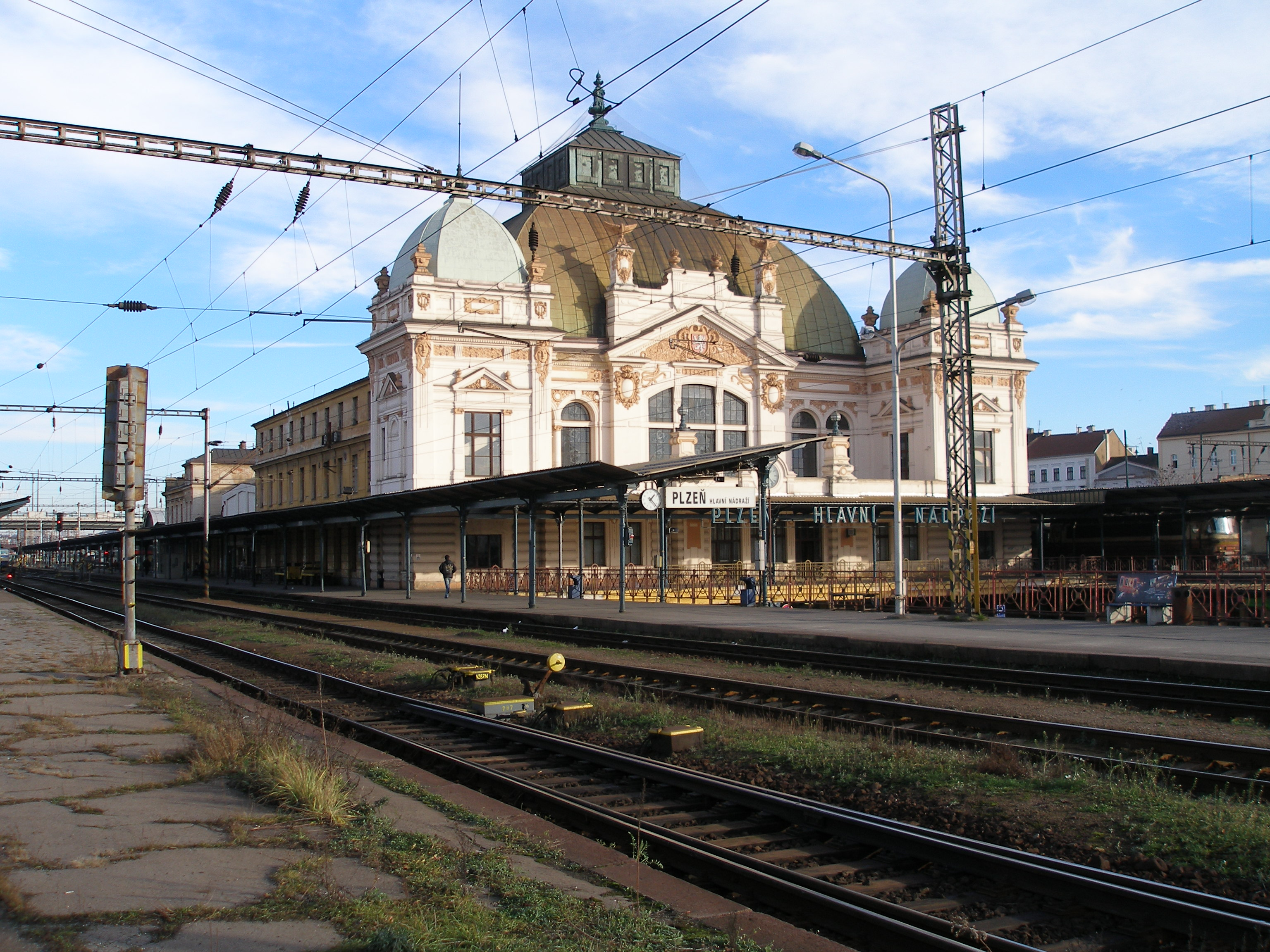
Plzeň hl.n.
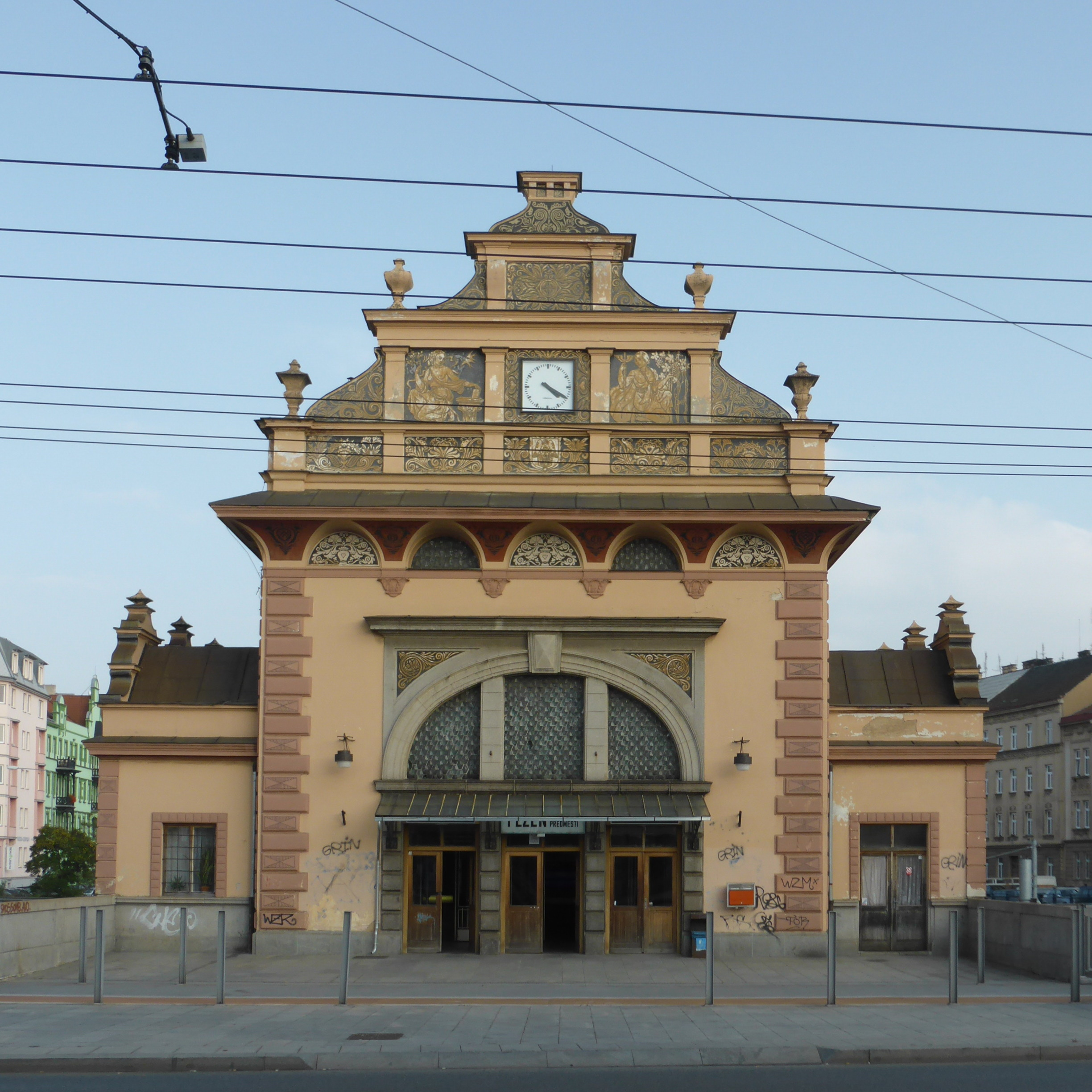
Plzeň-Jižní Předměstí
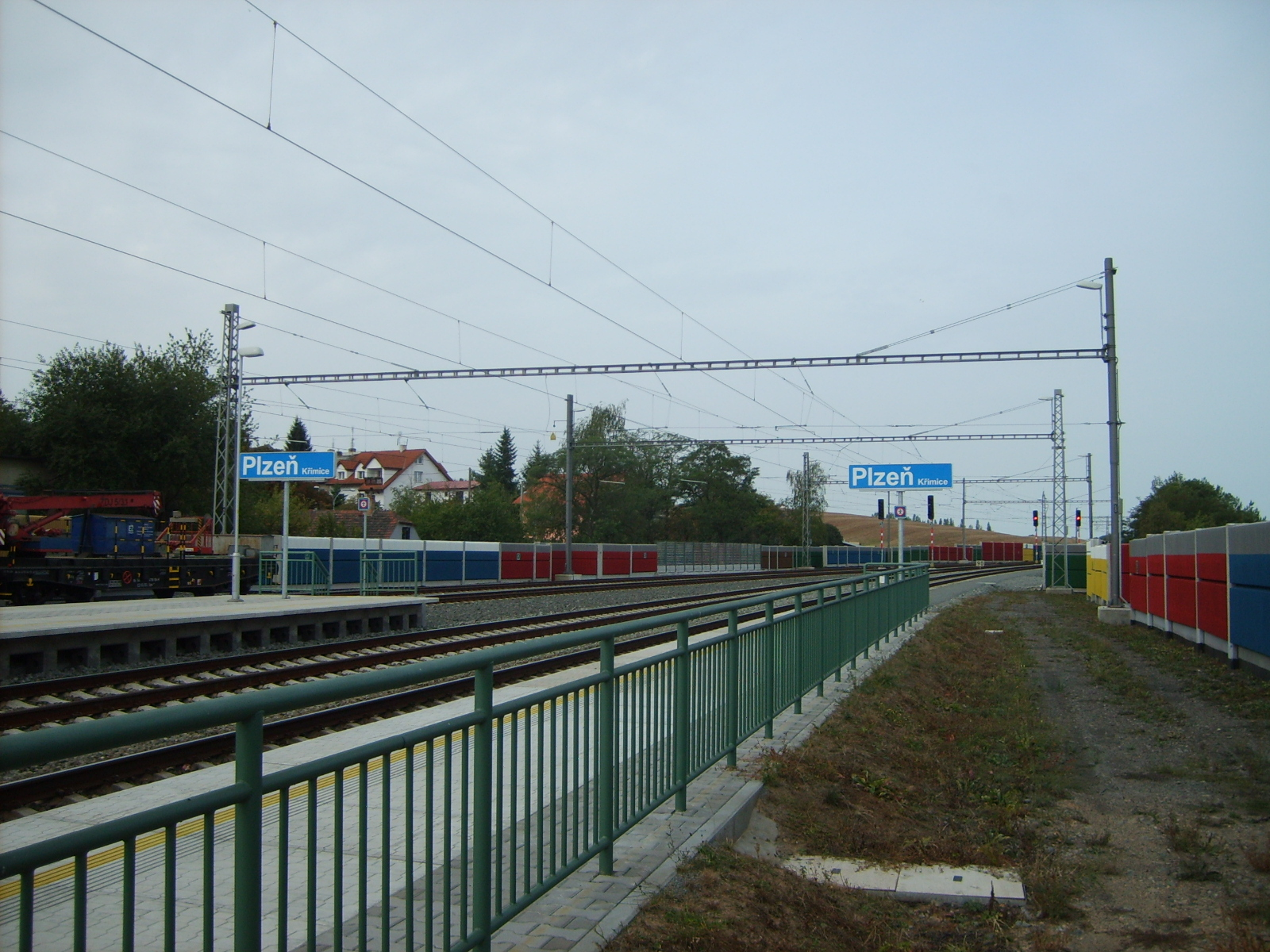
Plzeň-Křimice
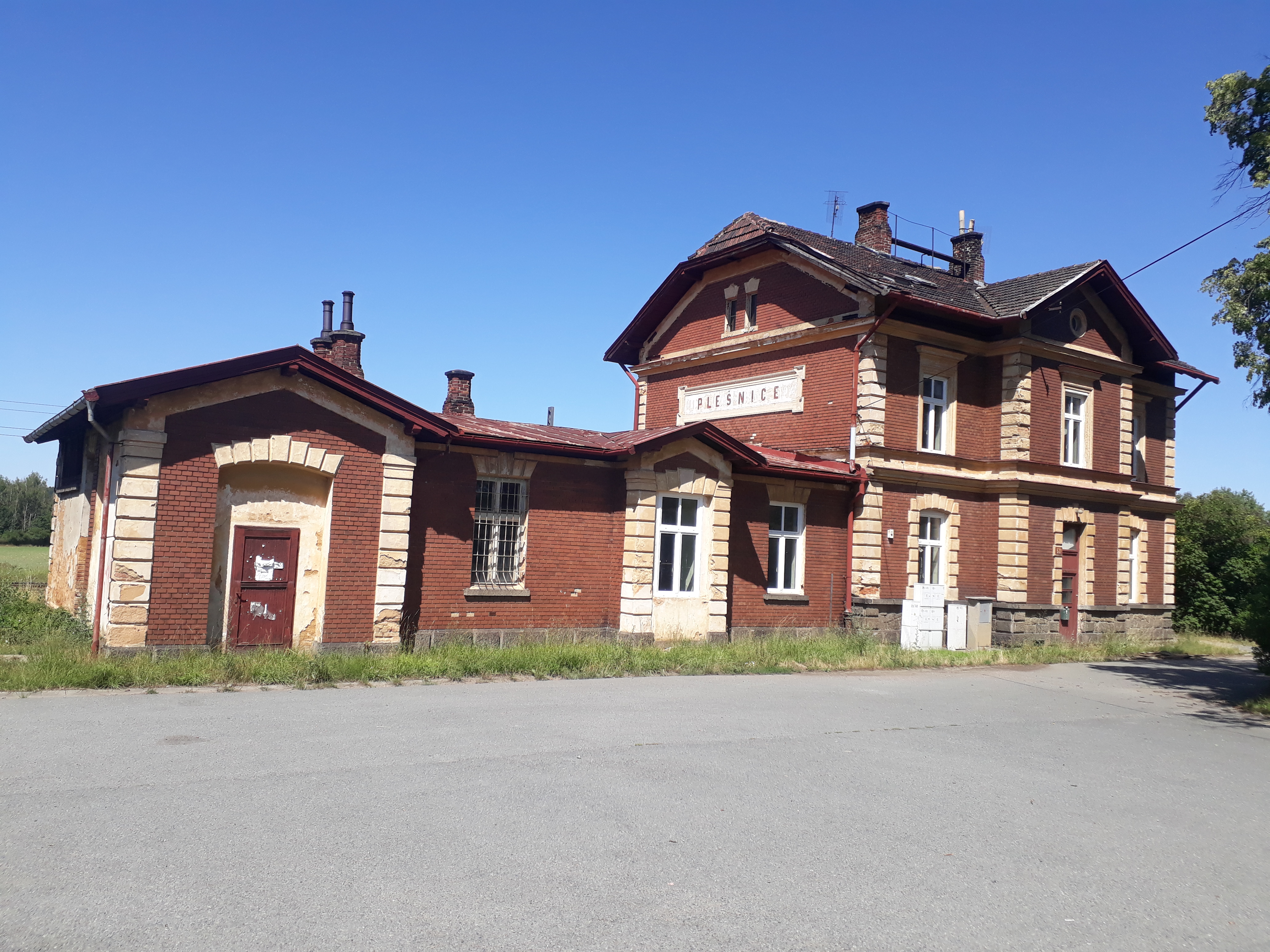
Plešnice
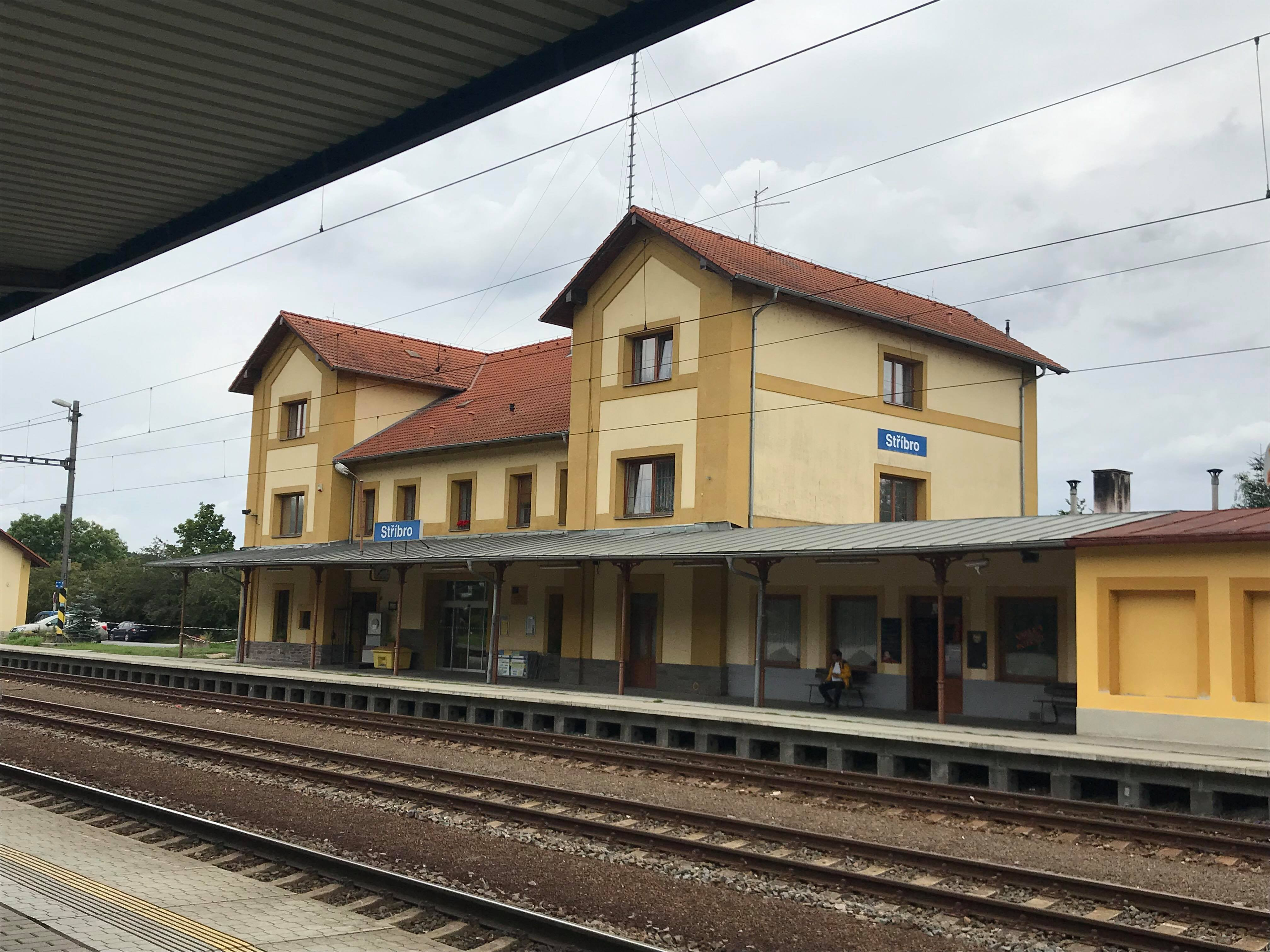
Stříbro
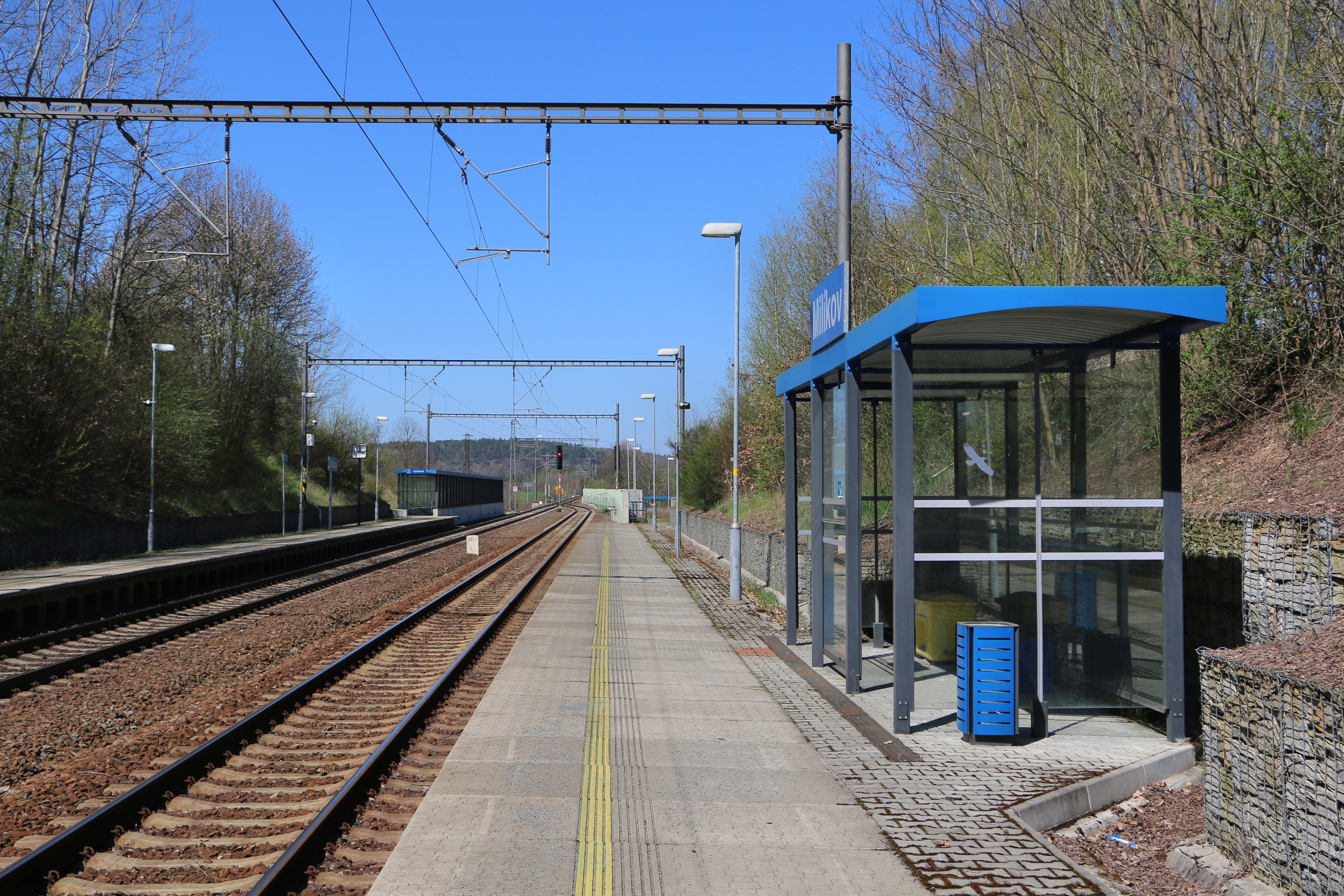
Milíkov
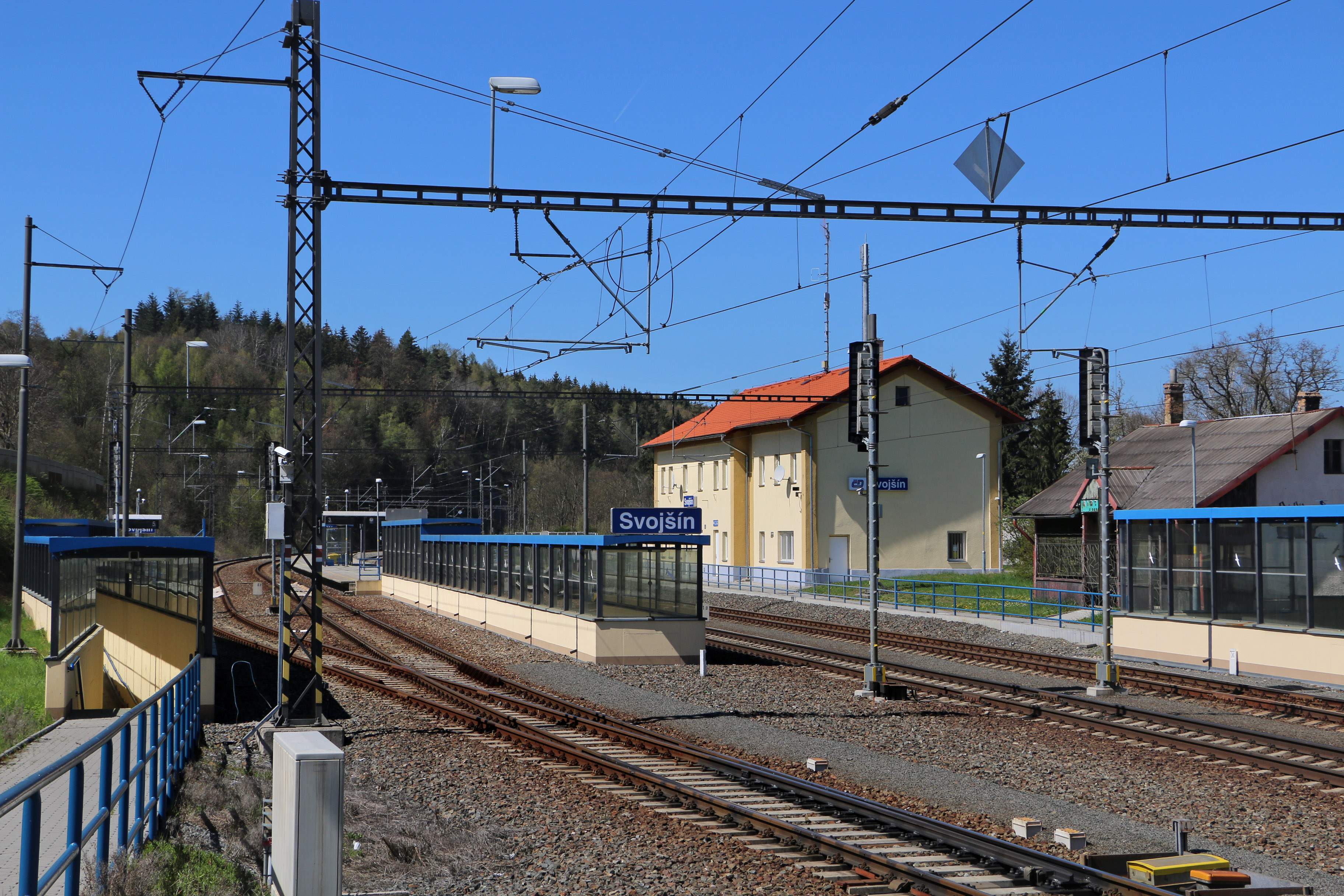
Svojšín
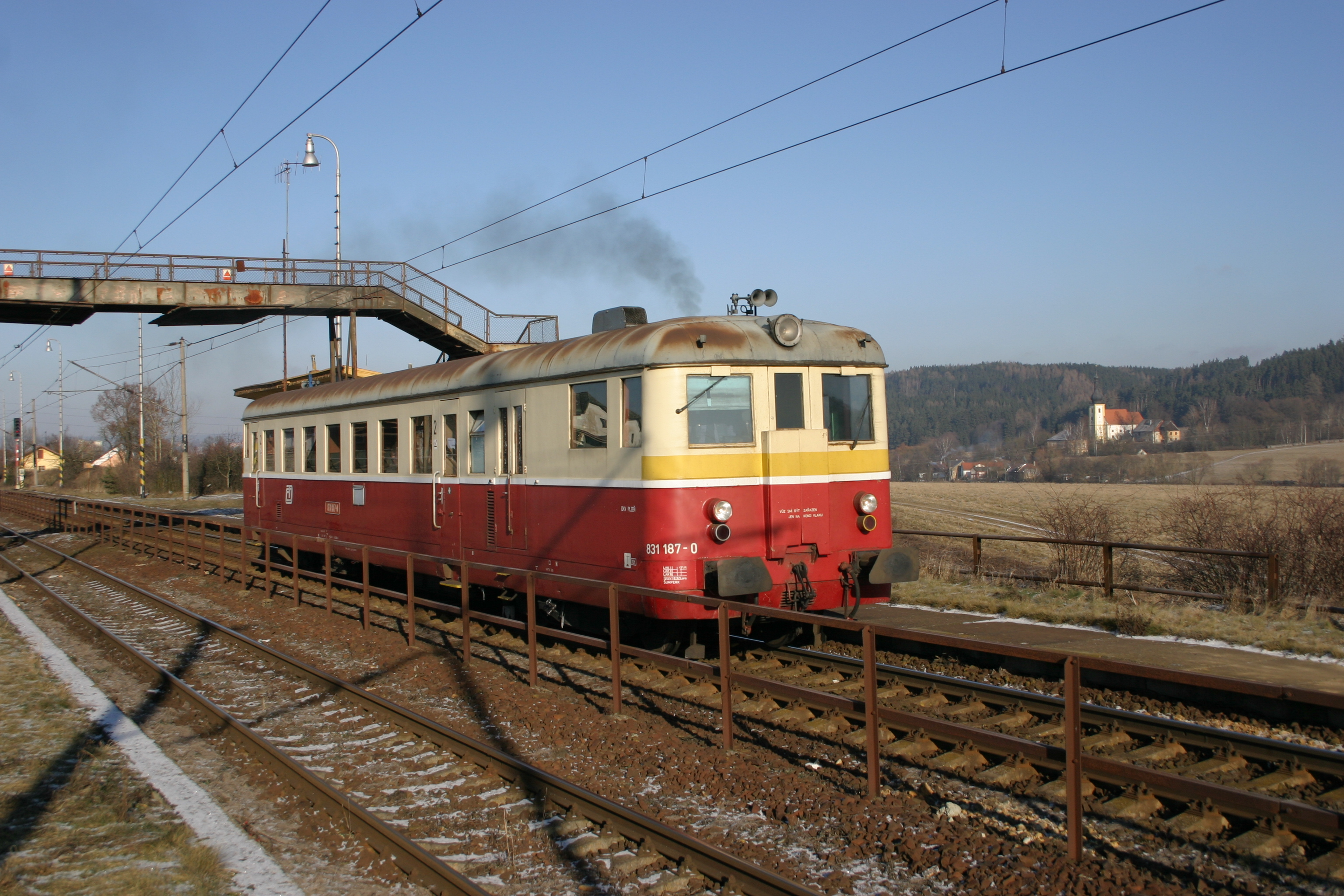
Brod nad Tichou
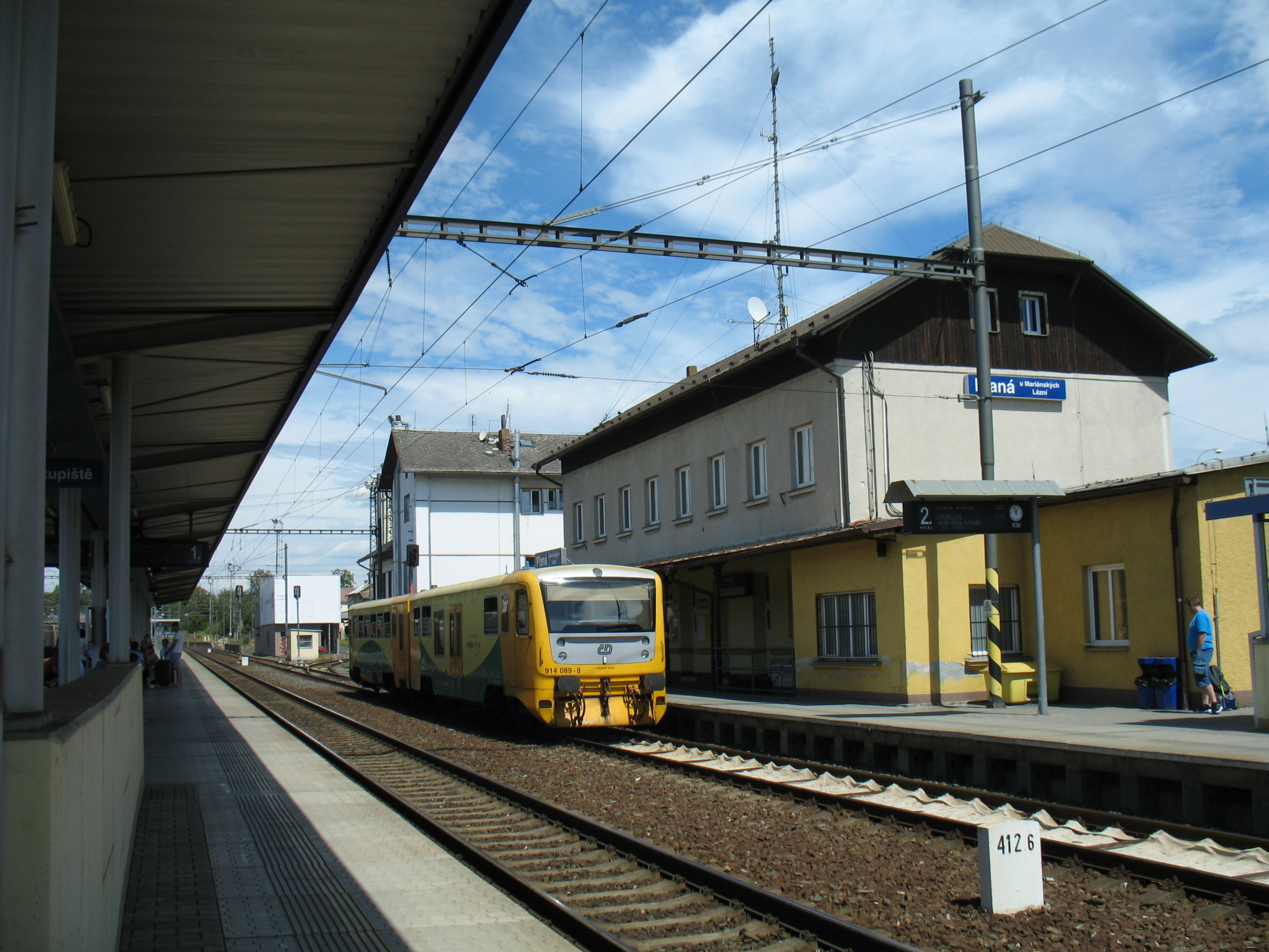
Planá u Mariánských Lázní
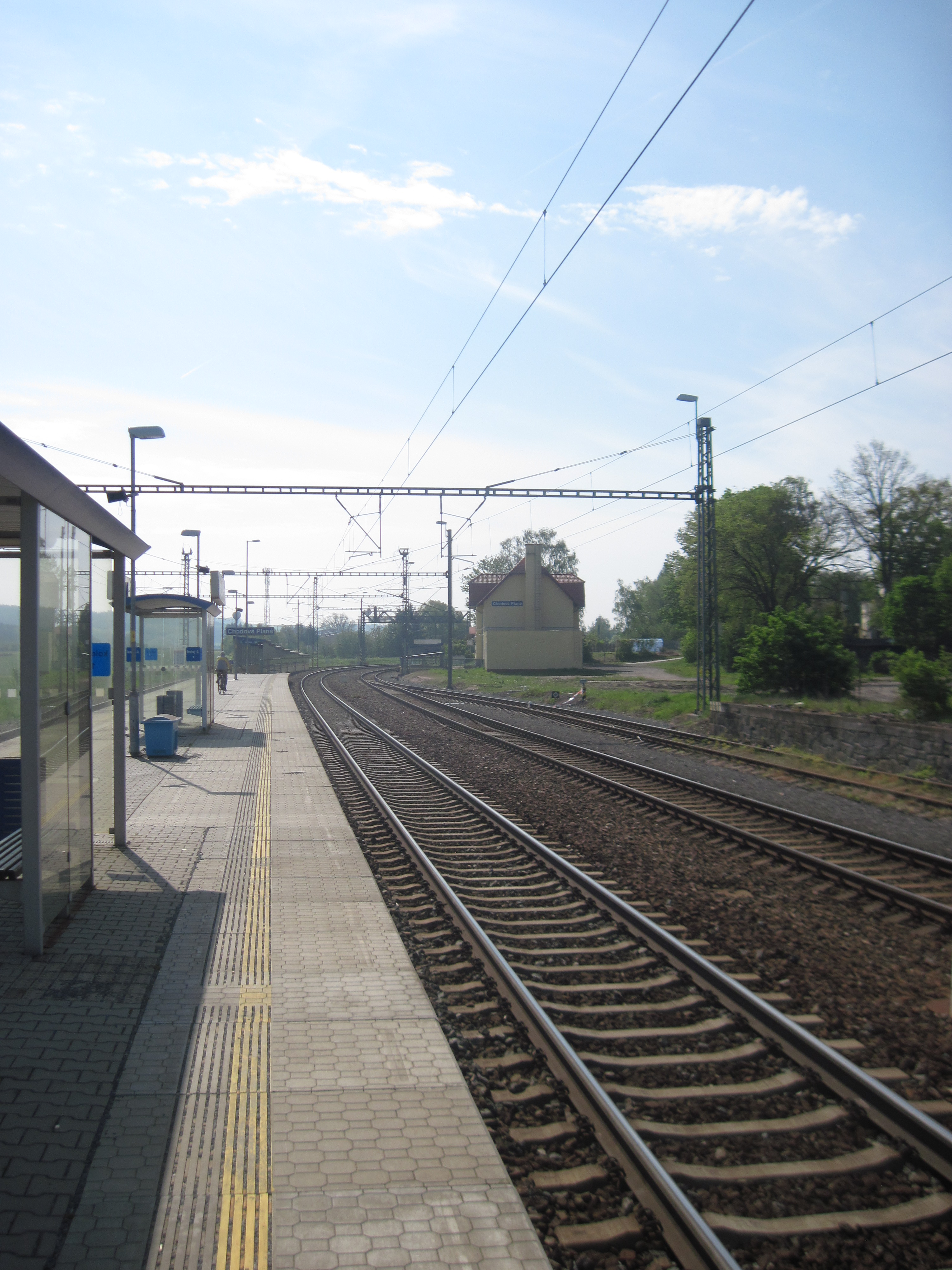
Chodová Planá
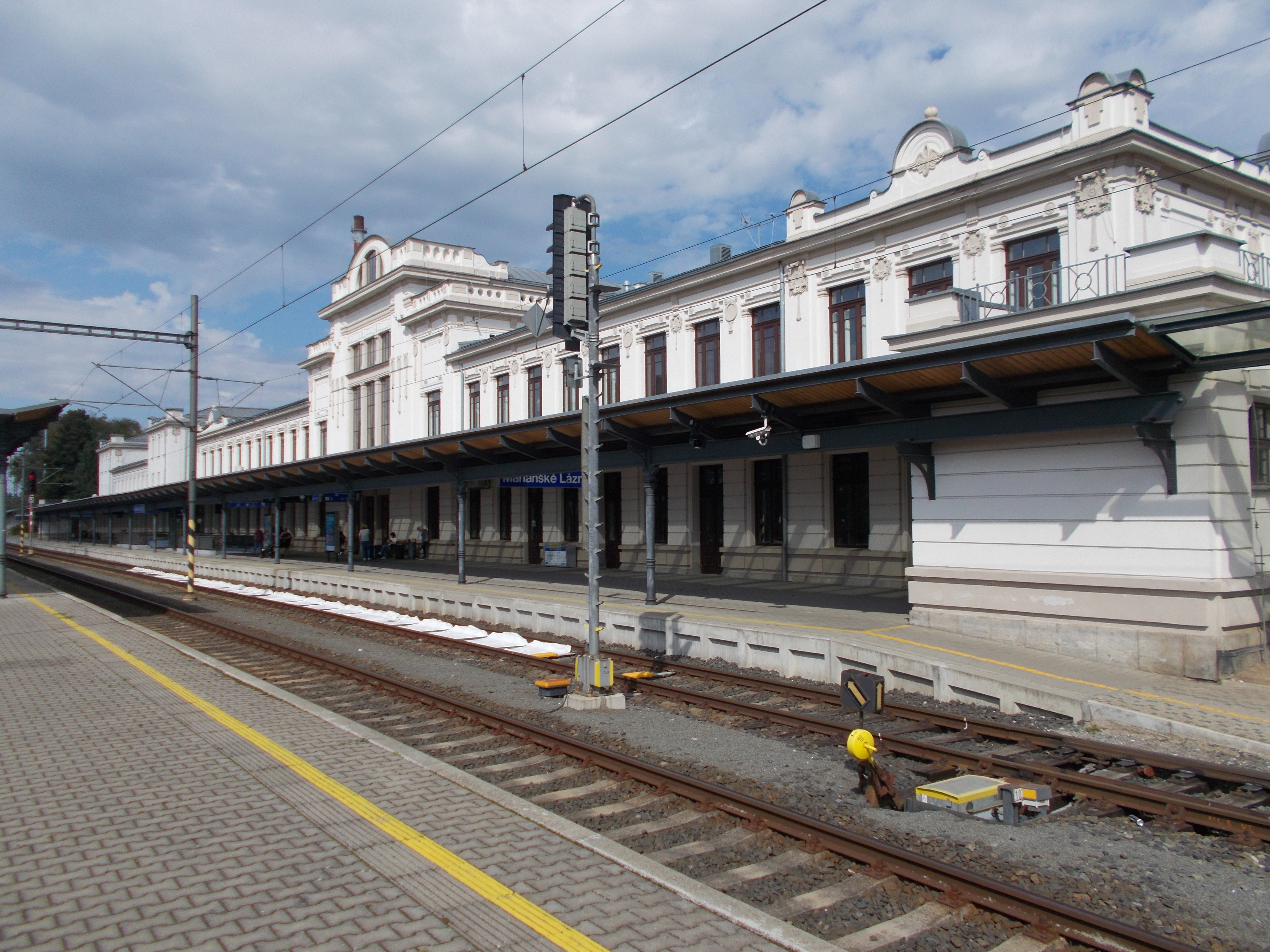
Mariánské Lázně
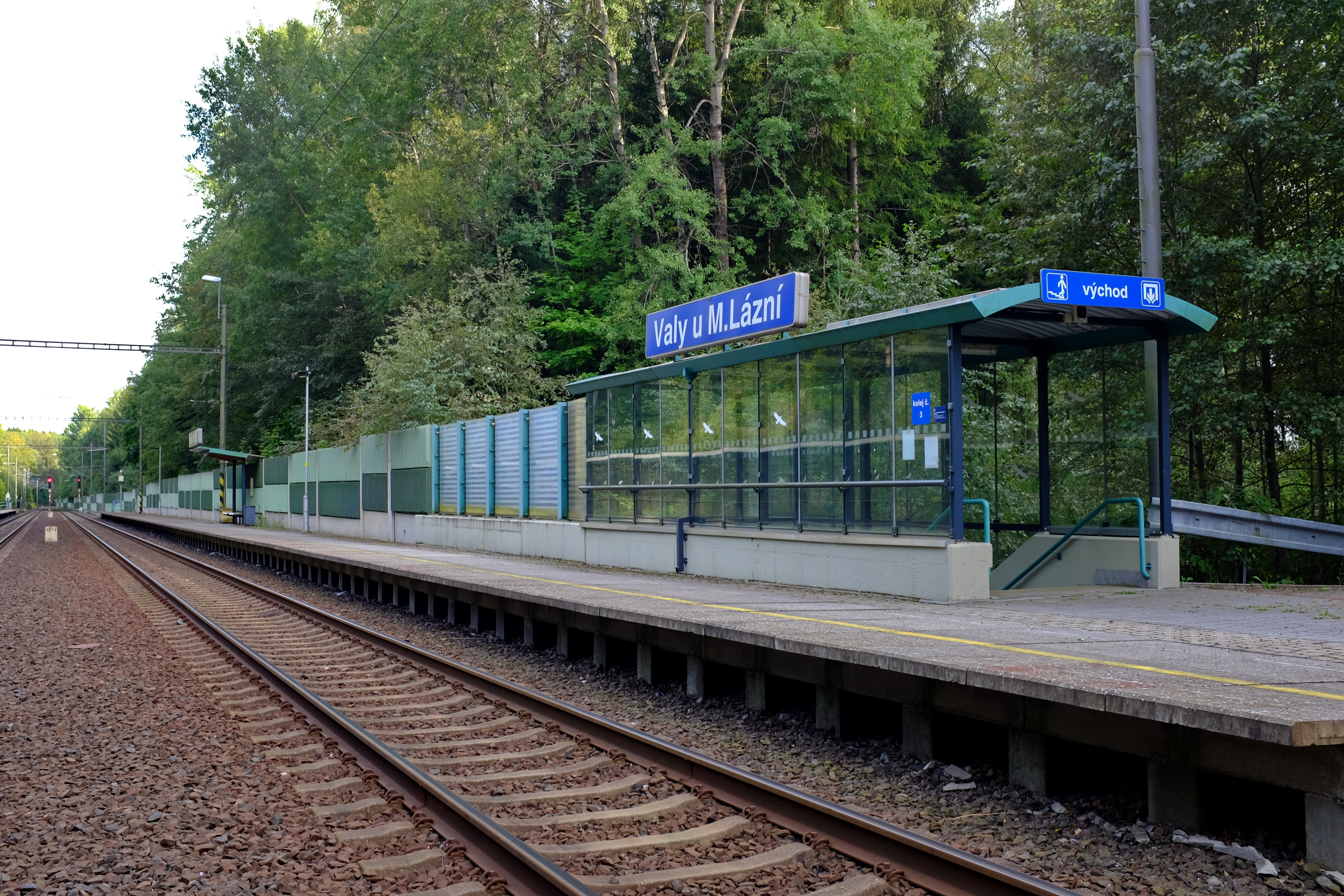
Valy u Mariánských Lázní
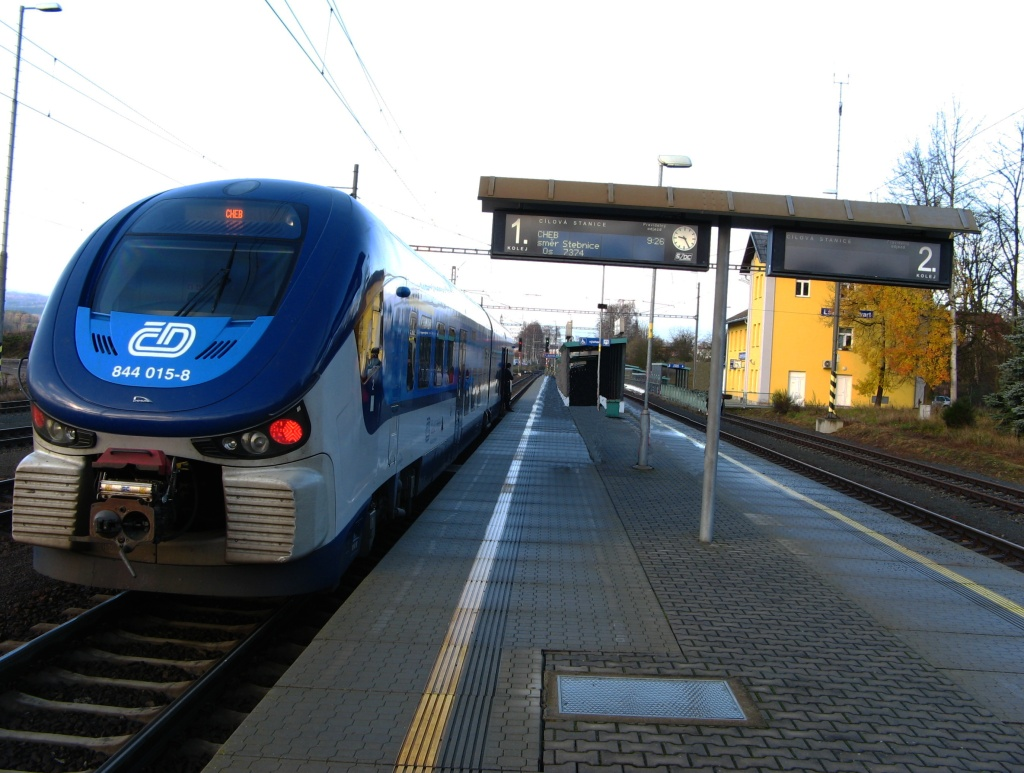
Lázně Kynžvart
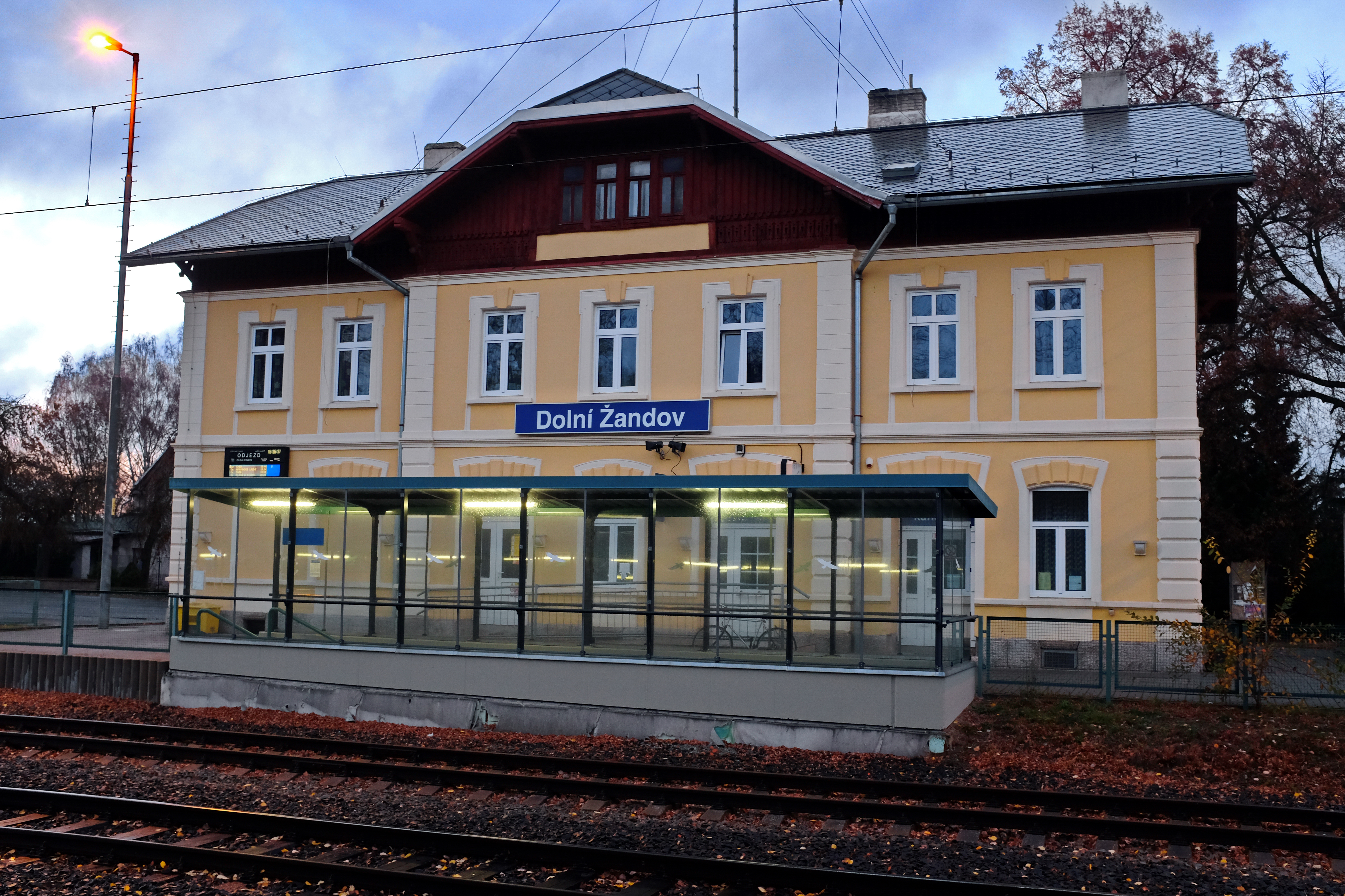
Dolní Žandov
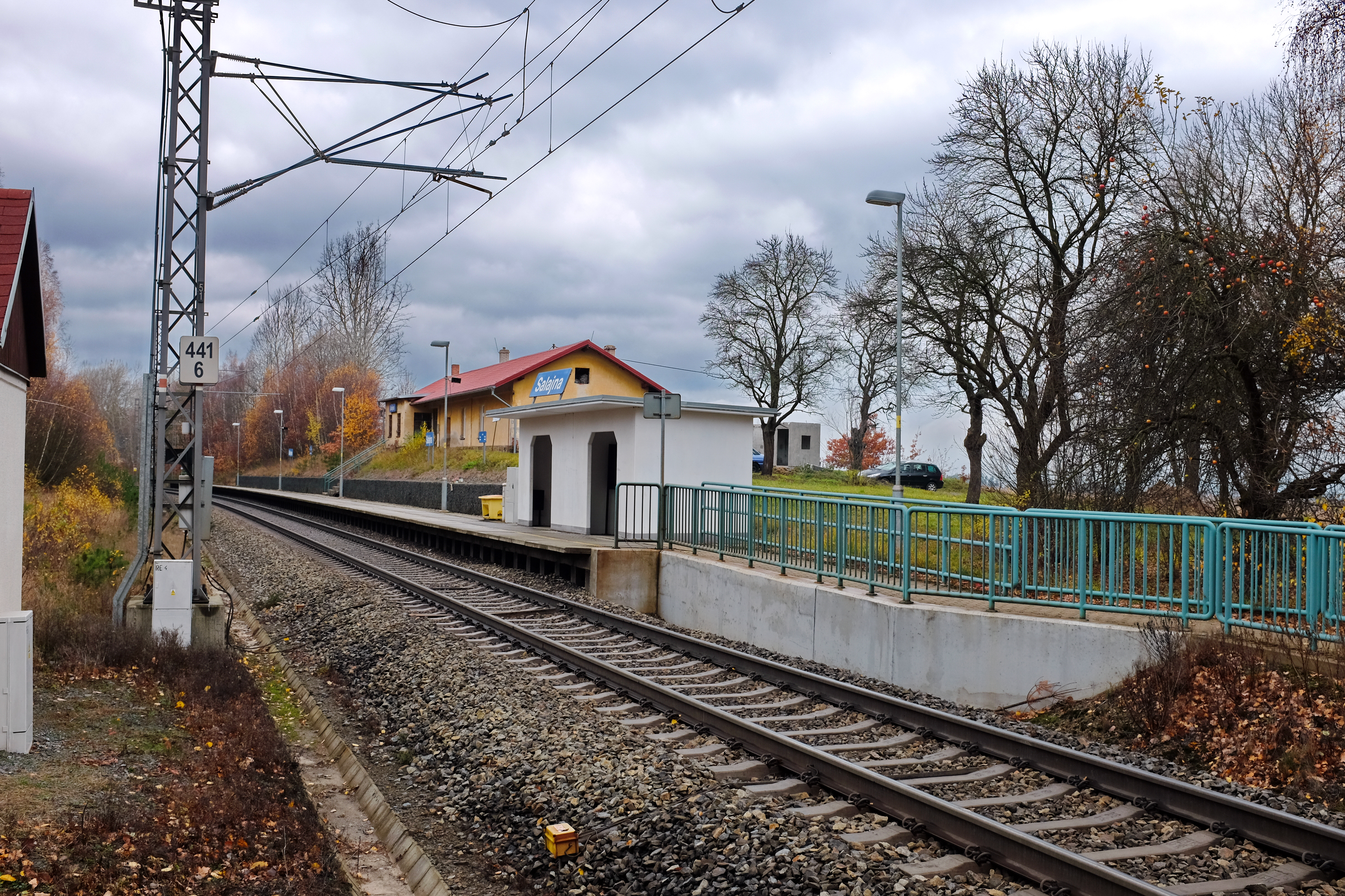
Salajna
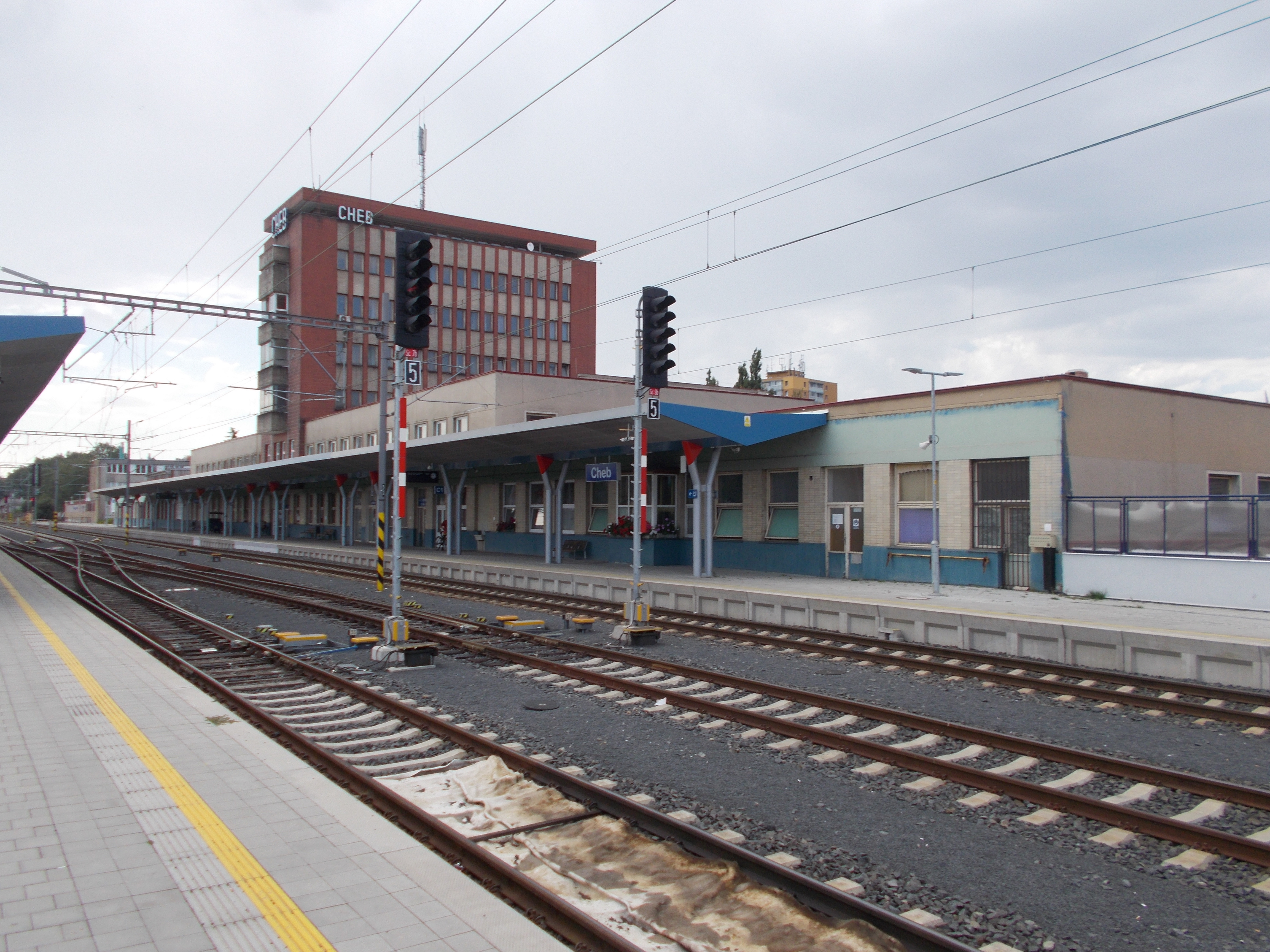
Cheb